# ナマン・ケイタ
ナマン・ケイタ（Naman Keïta、1978年4月9日 - ）は、フランスの陸上競技選手。400mハードルを得意とする選手で、4×400mリレーでも優れた成績を残している。2004年アテネオリンピックの銅メダリストである。父親がマリ出身であるため、ケイタも2000年までマリの代表として大会に出場していた。現在でも400mハードルのマリ記録を持っている。

## 経歴
ケイタは、2002年のヨーロッパ選手権の4×400mリレーで銅メダルを獲得。2003年の地元パリで開催された世界選手権では400mハードルと4×400mリレーに出場。400mハードルは準決勝で敗れたものの、4×400mリレーは決勝に進出し、アメリカに次いで2位でゴールした。しかし、後にアメリカのカルビン・ハリソンの薬物違反が判明し、アメリカは失格。フランスが繰り上がりの金メダルを獲得した。
2004年のアテネオリンピックの400mハードルでは、後方から追い上げるレースを見せ、7番手から最後の直線で前を走っていた選手を追い抜いてゆき、48秒26で、ドミニカ共和国のフェリックス・サンチェス、ジャマイカのダニー・マクファーレンに次いで銅メダルを獲得した。翌2005年のヘルシンキで開催された世界選手権では5位に終わっている。2006年のヨーロッパ選手権では、3番手を走っていたがゴール直前イギリスのリース・ウィリアムズにかわされ4位に終わった。しかし、4×400mリレーでは、3分01秒10で、イギリスをおさえ金メダルを獲得している。
ケイタは、2007年、大阪で開催された世界選手権に出場。400mハードルは準決勝で敗退したものの、試合後、ドーピング検査で陽性反応があり失格となった。大会後10月に2年間の出場停止処分が課され、北京オリンピックへの出場機会を逃すこととなった。

## 自己ベスト
- 200m - 21秒48 (2006年)
- 400m - 45秒74 (2004年)
- 400mハードル - 48秒17 (2004年)

## 主な実績
| 年   | 大会                 | 場所                         | 種目         | 結果      | 記録      |
| ---- | -------------------- | ---------------------------- | ------------ | --------- | --------- |
| 2002 | ヨーロッパ陸上選手権 | ミュンヘン（ドイツ）         | 4×400mリレー | 3位       | 3分02秒76 |
| 2003 | 世界陸上選手権       | パリ（フランス）             | 400mハードル | 8位（sf） | 49秒57    |
| 2003 | 世界陸上選手権       | パリ（フランス）             | 4×400mリレー | 1位       | 2分58秒96 |
| 2004 | オリンピック         | アテネ（ギリシャ）           | 400mハードル | 3位       | 48秒26    |
| 2005 | 世界陸上選手権       | ヘルシンキ（フィンランド）   | 400mハードル | 5位       | 48秒28    |
| 2005 | 世界陸上選手権       | ヘルシンキ（フィンランド）   | 4×400mリレー | 6位       | 3分03秒10 |
| 2006 | ヨーロッパ陸上選手権 | イェーテボリ（スウェーデン） | 400mハードル | 4位       | 49秒13    |
| 2006 | ヨーロッパ陸上選手権 | イェーテボリ（スウェーデン） | 4×400mリレー | 1位       | 3分01秒10 |
| 2006 | IAAFワールドカップ   | アテネ（ギリシャ）           | 400mハードル | 5位       | 49秒53    |
| 2006 | IAAFワールドカップ   | アテネ（ギリシャ）           | 4×400mリレー | 4位       | 3分03秒85 |
| 2007 | 世界陸上選手権       | 大阪（日本）                 | 400mハードル | -（sf）   | DQ        |

- sfは準決勝